# Giorgi Kinkladze
Giorgi Kinkladze (georgiska: გიორგი ქინქლაძე), även känd som Georgi, Giorgi, Gio och Kinky, född 6 juli 1973 i Tbilisi, är en före detta professionell fotbollsspelare från Georgien. Under karriären spelade han mittfältare. Han var en spelfördelare, som främst blev känd genom sina framträdanden för Georgiens herrlandslag i fotboll mot Wales 1994 och 1995. Kinkladze lämnade sin moderklubb Dinamo Tbilisi för att gå till den engelska Premier League-klubben Manchester City FC år 1995. Där gjorde hans dribblingsförmåga och spektakulära mål honom till en kulthjälte. Han vann även klubbens utmärkelse "Årets spelare" två gånger i rad. Efter två nedflyttningar med City lämnade han klubben för holländska Ajax 1998, men han stannade inte i Holland, utan flyttade tillbaka till England och klubben Derby County FC drygt ett år senare. Kinkladze tillbringade 4 år i Derby, och gjorde nästan 100 matcher under tiden. 2004 gick han till den cypriotiska klubben Anorthosis Famagusta FC, med vilka han vann den cypriotiska ligan. Kinkladze avslutade sin karriär som spelare i den Ryska Premier League-klubben FC Rubin Kazan.